# Jean Janssens (voetballer)
Jean Janssens (28 september 1944) is een voormalige Belgische voetballer die uitkwam voor KSK Beveren. Hij won in 1979 de Gouden Schoen. Hij werd 7 keer opgeroepen voor het Belgisch voetbalelftal en scoorde daarbij 1 doelpunt in de match tegen Noorwegen op 12 september 1979.

## Carrière
Jean Janssens maakte in het seizoen 1961/62 zijn debuut voor toenmalig vierdeklasser KSK Beveren, waar toen ook Wilfried Van Moer zijn carrière begon. Zijn eerste wedstrijd was de streekderby tegen Waaslandia Burcht. In 1963 promoveerde de club terug naar de derde klasse.
Midden jaren 60 begon Beveren aan een indrukwekkende opmars. De Waaslanders werden in 1965 kampioen in de derde klasse, na een zege tegen Union Namen. Janssens scoorde in de titelwedstrijd een belangrijk doelpunt. Een jaar later promoveerde het team onder leiding van trainer Guy Thys voor het eerst naar de hoogste afdeling.
Janssens, die voornamelijk als linksbuiten speelde, nestelde zich met Beveren al snel in de subtop en werd in 1969 voor het eerst opgeroepen voor de nationale ploeg. In 1970/71 nam hij met Beveren deel aan de Jaarbeursstedenbeker. De club schakelde in de voorloper van de UEFA Cup achtereenvolgens Wiener Sport-Club en Valencia uit. In de derde ronde verloor Beveren van titelverdediger Arsenal. Janssens, die het voetbal met een baan als dokwerker in de Antwerpse haven combineerde, kon wel niet voorkomen dat Beveren een jaar later verrassend naar tweede klasse degradeerde. Onder leiding van coach Rik Matthys knokte Beveren zich in 1973 meteen terug naar de eerste klasse.
In de loop van de jaren 70 maakten talentvolle spelers als Jean-Marie Pfaff, Heinz Schönberger, Bert Cluytens, Erwin Albert en Wim Hofkens hun intrede bij Beveren. Janssens was aanvoerder van deze selectie, maar dacht in 1976 aan stoppen toen hij geteisterd werd door tal van blessures. Uiteindelijk besloot hij nog even door te gaan en veroverde hij in 1978 zijn eerste prijs met de Waaslanders. Beveren won toen de beker door in de finale met 2-0 te winnen van Sporting Charleroi. Een jaar later mocht de club deelnemen aan de Europacup II. Beveren wipte in de kwartfinale Internazionale uit het toernooi, maar werd in de halve finale zelf uitgeschakeld door FC Barcelona.
Datzelfde jaar veroverde Janssens en zijn ploegmaats voor het eerst de landstitel. Beveren, dat destijds ook wel het "kleine Anderlecht" werd genoemd, sloot de competitie af met vier punten voorsprong op het "grote Anderlecht" en werd zo verrassend kampioen. Beveren had eerder dat seizoen op de Freethiel ook met 2-1 gewonnen van Anderlecht. De prestaties van de Waaslandse club leverden enkele spelers ook individuele prijzen op. Begin 1979 kreeg Jean-Marie Pfaff de Gouden Schoen, op 16 januari 1980 was het de beurt aan Janssens. De aanvoerder van Beveren verzamelde dubbel zoveel punten als eerste achtervolger Jan Ceulemans. Met zijn 35 jaar was Janssens lange tijd de oudste winnaar van de prestigieuze trofee, tot hij in 2000 werd voorbijgestoken door de enkele maanden oudere Lorenzo Staelens.
In 1980 bereikte Beveren, dat al in de eerste ronde van de Europacup I werd uitgeschakeld door het Zwitserse Servette FC Genève, opnieuw de bekerfinale. Janssens stond in de basis, maar speelde niet de volledige wedstrijd. Beveren verloor de finale met 2-1 van Waterschei. Twee jaar later stopte Janssens met voetballen op het hoogste niveau. Hij bouwde zijn carrière nadien nog af bij derdeklasser SV Bornem. In totaal speelde hij 369 wedstrijden in Eerste Klasse en scoorde 114 doelpunten. Het eindtotaal zijn al zijn competitiewedstrijden met tweede, derde en vierde klasse bij.

## Erelijst

### KSK Beveren
Landskampioen
0winnaar 0(1): 01978–79
Beker van België
0winnaar 0(1): 01978
Belgische Supercup
0winnaar 0(1): 01979
Tweede Klasse
0winnaar 0(2): 01966-67, 1972-73
Derde Klasse
0winnaar 0(1):  1965-66
Bevordering
0winnaar 0(1):  1962-63

### Individuele trofeeën
Gouden Schoen
0winnaar 0(1): 1979

## Nationale ploeg
Op 5 november 1969 maakte de toen 25-jarige Janssens zijn debuut voor het Belgisch voetbalelftal, toen nog bekend als de "Witte Duivels". Het was toenmalig bondscoach Raymond Goethals die hem voor het eerst selecteerde. Janssens mocht in zijn debuutwedstrijd in de basis starten tegen Mexico. Aan de rust werd hij vervangen door Henri Depireux.
Nadien viel Janssens terug naast de nationale ploeg. Goethals nam de aanvaller van Beveren niet mee naar het WK 1970 en het EK 1972. Pas in 1973 speelde hij zijn tweede interland onder Goethals. Op 31 oktober 1973 mocht Janssens de volledige WK-kwalificatiewedstrijd tegen Noorwegen meespelen. Een jaar later mocht hij ook starten in de EK-kwalificatiewedstrijd tegen IJsland. Net voor affluiten werd hij gewisseld voor Jacques Teugels. In 1976 mocht hij in de EK-kwalificatiewedstrijd tegen de DDR na 77 minuten invallen voor Odilon Polleunis.
Nadien verdween Janssens weer uit beeld. De aanvoerder van Beveren keerde pas in 1979 terug in de nationale selectie. Zijn ex-trainer Guy Thys was op dat ogenblik bondscoach. De net geen 35-jarige Janssens speelde drie EK-kwalificatiewedstrijden onder Thys en scoorde in de laatste daarvan, tegen Noorwegen, zijn eerste en enige doelpunt voor de Rode Duivels. Desondanks nam Thys hem in 1980 niet mee naar het EK in Italië.

### Interlands
| No. | Datum      | Wedstrijd                               | Uitslag | Basisplaats of invalbeurt                          | Soort Wedstrijd   |
| --- | ---------- | --------------------------------------- | ------- | -------------------------------------------------- | ----------------- |
| 1.  | 05-11-1969 | Mexico - België                         | 1-0     | Basisplaats, vervangen na 46' door Henri Depireux  | Vriendschappelijk |
| 2.  | 31-10-1973 | België - Noorwegen                      | 2-0     | Basisplaats 90'                                    | WK-kwalificatie   |
| 3.  | 08-09-1974 | IJsland - België                        | 0-2     | Basisplaats, vervangen na 84' door Jacques Teugels | EK-kwalificatie   |
| 4.  | 27-09-1975 | België - Duitse Democratische Republiek | 1-2     | Ingevallen na 79' voor Odilon Polleunis            | EK-kwalificatie   |
| 5.  | 28-03-1979 | België - Oostenrijk                     | 1-1     | Basisplaats 90'                                    | EK-kwalificatie   |
| 6.  | 02-05-1979 | Oostenrijk - België                     | 0-0     | Basisplaats 90'                                    | EK-kwalificatie   |
| 7.  | 12-09-1979 | Noorwegen - België                      | 1-2     | Basisplaats 90', gescoord na 31' (1-1)             | EK-kwalificatie   |